# John William Rogan

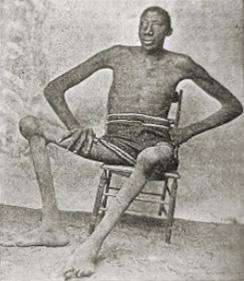
John William Rogan

John William Rogan (* 16. Februar 1865 in Hendersonville, Tennessee; † 12. September 1905 in Gallatin, Tennessee) ist bis heute mit 267 cm Körpergröße der zweitgrößte Mensch der Medizingeschichte.

## Biografie
Im Alter von 13 Jahren fing Rogan an, sehr schnell zu wachsen. Dabei entwickelte sich eine Ankylose, sodass er ab 1882 nicht mehr gehen oder stehen konnte. Im Jahr 1899 war er bereits 259 cm groß und wog 140 kg. Er konnte nicht arbeiten, verdiente aber seinen Lebensunterhalt mit dem Verkauf von Postkarten und Porträts von sich selbst. In den Zeitungen wurde er oft als „Negro Giant“ betitelt. Seine Hände waren 28 cm lang und seine Füße 33 cm. Er wuchs weiter bis zu seinem Tod, bei dem er 267 cm groß war, aber nur noch 79 kg wog. Rogan starb am 12. September 1905 in Gallatin, Tennessee im Alter von 40 Jahren an den Folgen der Ankylose. Er wurde im Hof seiner Familie unter festem Beton vergraben, um eine Exhumierung zu verhindern. 

## Einzelnachweis(e)
1. ↑  The second-tallest man ever: John "Bud" Rogan. guinnessworldrecords.com, 7. Februar 2023, abgerufen am 25. März 2025 (englisch).